# Ориллия (Онтарио)
Ори́ллия — город в графстве Симко, провинция Онтарио, Канада. Население — 30 586 чел. (по оценке 2011 года).

## История

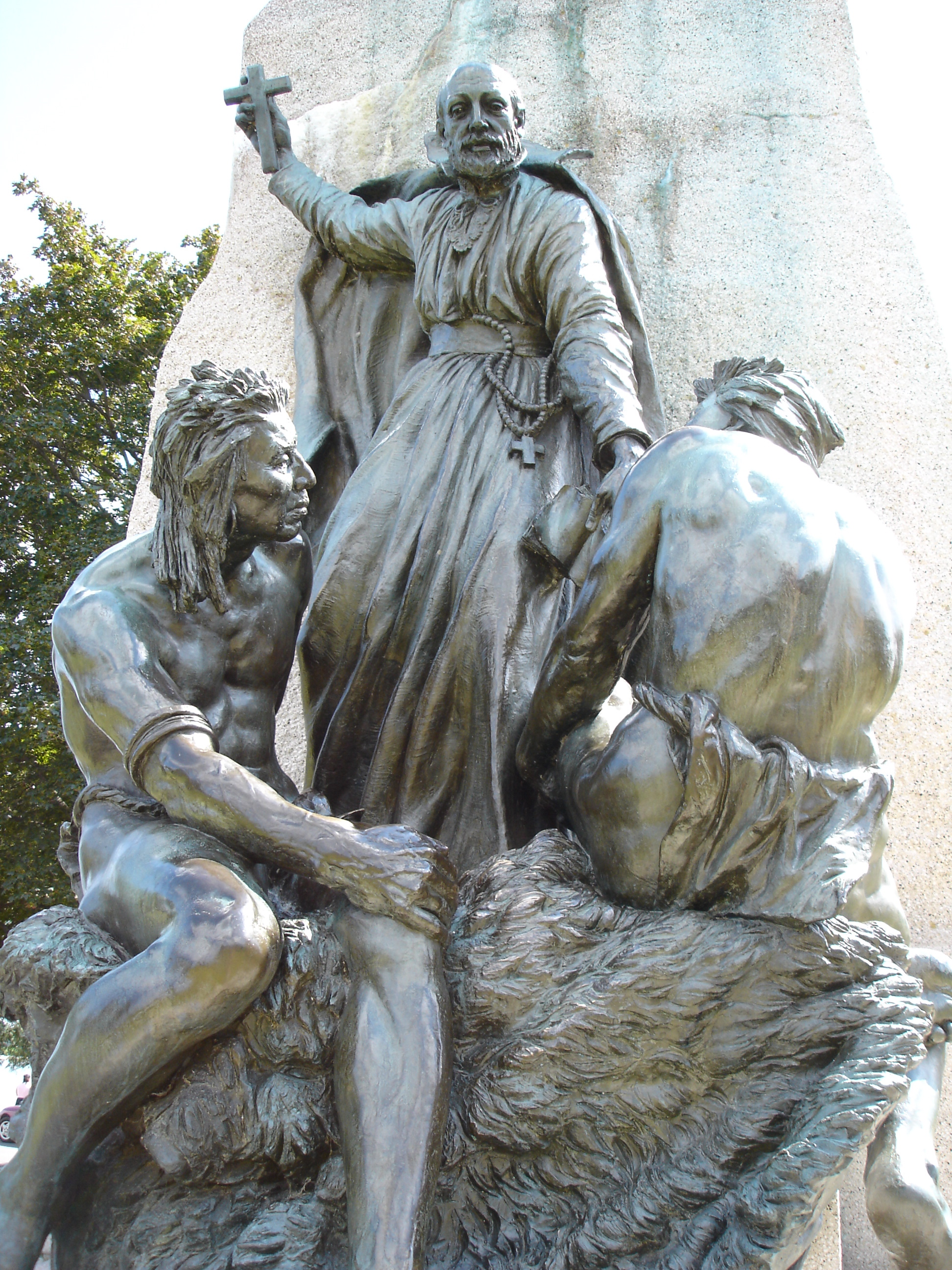
Памятник миссионерам, крестившим индейское население этих мест.

### Предыстория
Город расположен на побережье сразу двух озёр: Кучичинг и Симко. Последнее получило своё название в честь офицера английского военно-морского флота, капитана Джона Симко (англ. John Simcoe). Название озеру дал его сын, лейтенант Симко. Однако ещё раньше (начало XVII века) в этих местах побывал французский путешественник Самюэль де Шамплен, заключивший союз с местными индейскими племенами. Чуть позже в этих местах бывали Рене-Робер Кавелье де Ла Саль и ряд других путешественников.

### История города
Сама Ориллия была основана в 1867 году (год возникновения Канады). В 1875 году получила статус небольшого города (англ. town). В 1969 году — статус города (англ. city). Ориллия в 1930-е гг. стала первым муниципальным образованием на американском континенте, построившим гидроэлектростанцию местного значения и первой же перешла на летнее время.

## Климат
| Показатель                                   | Янв.  | Фев.  | Март | Апр. | Май  | Июнь | Июль | Авг.  | Сен. | Окт. | Нояб. | Дек. | Год   |
| -------------------------------------------- | ----- | ----- | ---- | ---- | ---- | ---- | ---- | ----- | ---- | ---- | ----- | ---- | ----- |
| Абсолютный максимум, °C                      | 10    | 13    | 23   | 29,5 | 32,5 | 34   | 37,5 | 34    | 32,5 | 27   | 21,5  | 19   | 37,5  |
| Средний суточный максимум, °C                | −3,6  | −2,7  | 2,9  | 10,7 | 18,2 | 22,5 | 25,7 | 24,2  | 19,3 | 12,4 | 5,8   | −0,7 | 11,2  |
| Средняя температура, °C                      | −8,4  | −7,7  | −2,1 | 5,7  | 12,9 | 17,1 | 20,6 | 19,4  | 14,8 | 8,2  | 2,2   | −4,8 | 6,5   |
| Средний суточный минимум, °C                 | −13,1 | −12,6 | −7   | 0,8  | 7,5  | 11,6 | 15,5 | 14,6  | 10,2 | 3,9  | −1,3  | −8,8 | 1,8   |
| Абсолютный минимум, °C                       | −37   | −37   | −30  | −15  | −3   | 0,5  | 7    | 4     | −3   | −6   | −9    | −35  | −37   |
| Норма осадков, мм                            | 103,1 | 68,1  | 71,3 | 72,2 | 77,6 | 76,4 | 77,4 | 102,4 | 95,3 | 86,5 | 77,1  | 29,6 | 750,6 |
| Источник: Canadian Climate Normals 1971-2000 |       |       |      |      |      |      |      |       |      |      |       |      |       |

## Население
Население города стабильно растёт. В 1996 году население составляло 27 846 чел., в 2001 году — 29 121 чел., в 2006 — 30 259, в 2011 — 30 586.
Английский язык является родным для 91,7 % населения города. Ещё 1,8 % говорят на французском, остальные 7,3 % — на других языках.

## Экономика
Основу экономики города составляют промышленное производство, сферу услуг и туризм. Крупнейшим работодателем в городе является казино Рама. Основными промышленными предприятиями города являются CCI Thermal Technologies (производство электронагревателей), Dorr-Oliver Eimco (промышленное оборудование), Kubota Metal Corporation (нефтехимическая промышленность), Parker Hannifin (резинотехнические изделия) и др. Также развита деревообрабатывающая промышленность.

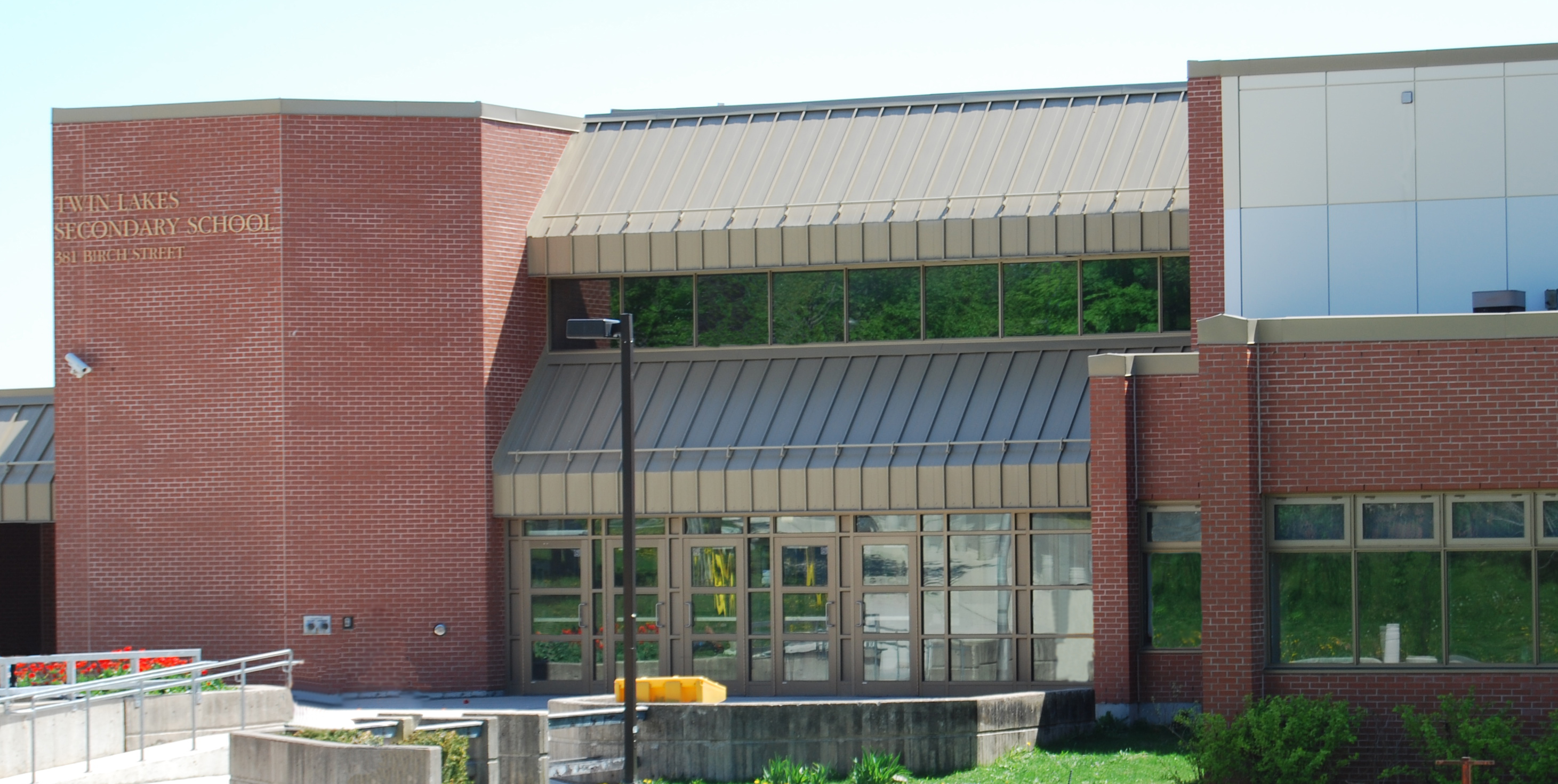
Средняя школа Озёр-близнецов (Twin Lakes Secondary School).

В окрестностях города развито сельское хозяйство, в первую очередь, скотоводство. Также выращивают овёс, пшеницу, ячмень, другие зерновые и сою.
В окрестностях города добывают песок, глину, известняк и гравий.
Немалый доход местному бюджету приносит и любители экотуризма, которых привлекает, в первую очередь, местная природа — леса и озёра.

## Образование и здравоохранение
В городе есть несколько медицинских учреждений, самое крупное из которых — Soldiers' Memorial Hospital, осуществляющее диагностику и лечение самых разных заболеваний.  

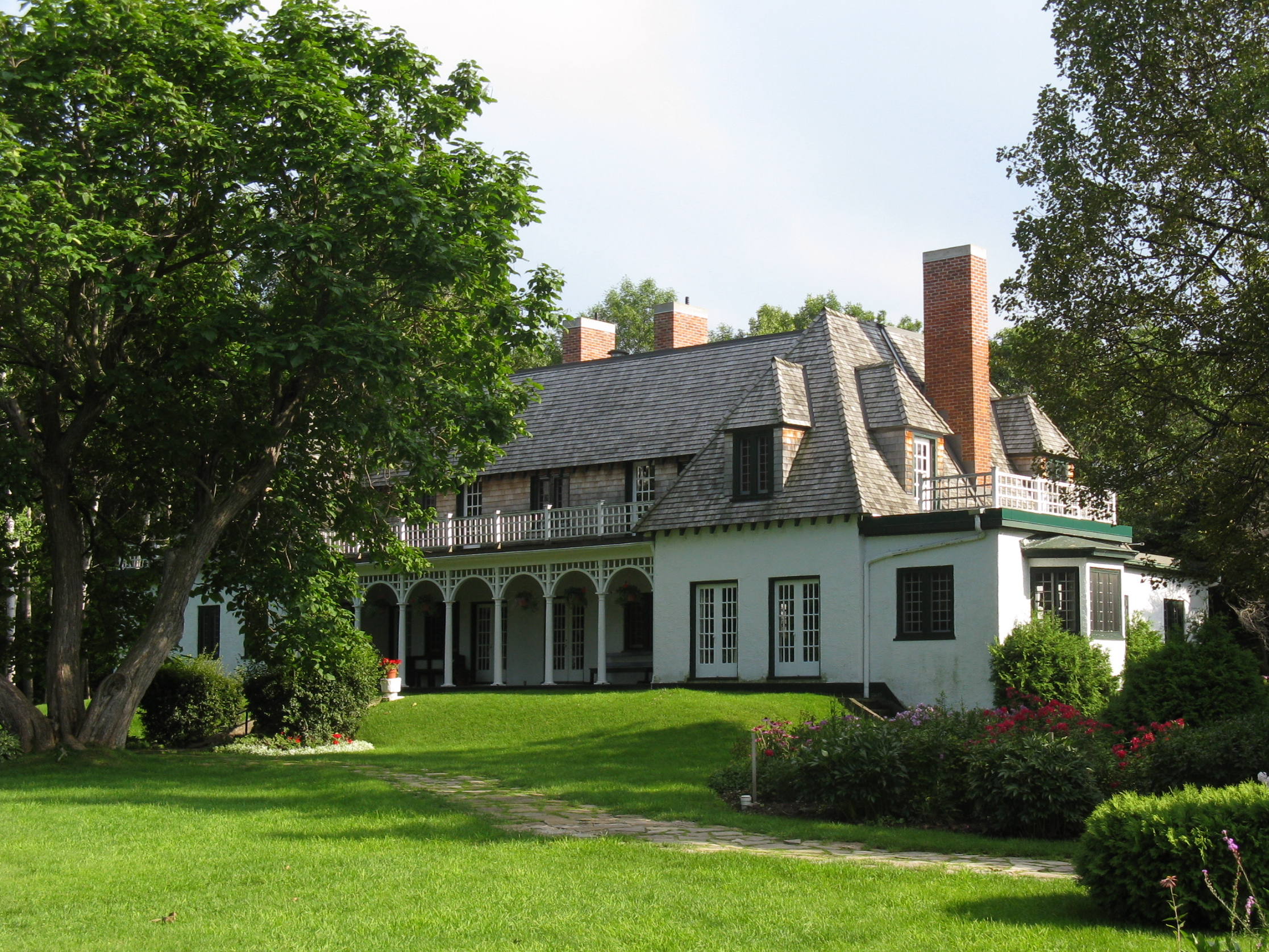
Дом Стивена Ликока в Ориллии на берегу озера Кучичинг. В настоящее время здесь размещён музей.

В Ориллии располагается кампусы университета Лейкхэд, Джорджиан-колледжа. В городе расположены окружная школа Симко, католическая окружная школа, а также ряд других учреждений системы среднего образования. Образование ведётся как на английском, так и на французском языках.

## Культура

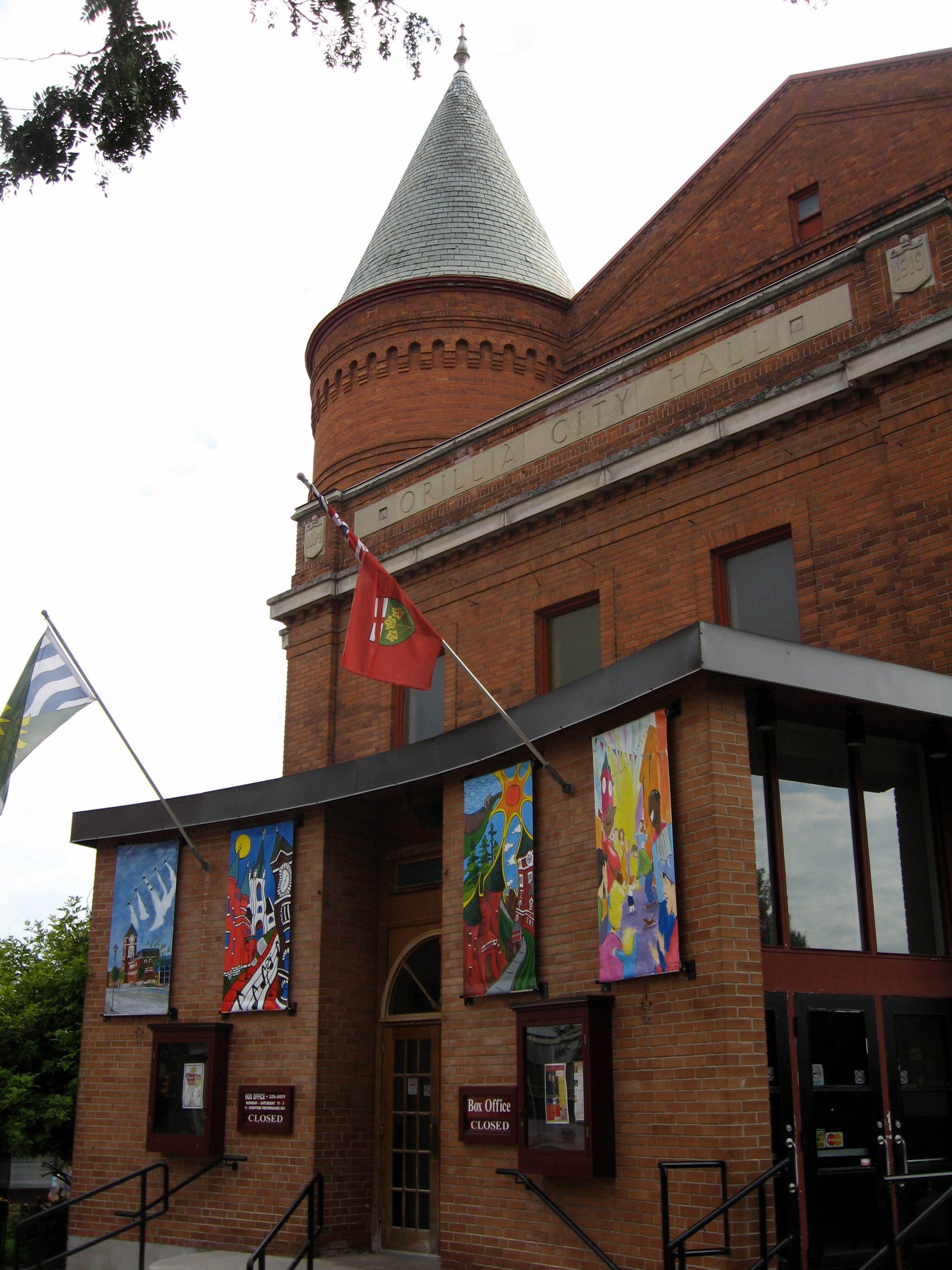
Оперный театр.

В Ориллии есть оперный театр. Также важным очагом культуры является городская библиотека. В городе одно время проживал писатель-сатирик и учёный Стивен Ликок, описавший Ориллию (под названием Марипоза) в одном из своих произведений (см. «Смешливые этюды маленького городка»). В настоящее время в доме, где он проживал, расположен музей. Ежегодно с 1961 г. в городе проходит фестиваль народного творчества «Марипоза». 
Ещё одним важным культурным центром является Музей истории и искусств.